# Abigail Masham
Abigail Masham, lady Masham, född Hill omkring 1670, död den 6 december 1734, var en engelsk hovdam, gunstling till drottning Anna av England.

## Biografi
Lady Masham var dotter till Londonköpmannen Francis Hill och kusin till hertigens av Marlborough gemål, Sarah Jennings. Genom dennas protektion erhöll den unga Abigail anställning vid drottning Annas hov. Hon gifte sig 1707 med Samuel Masham.
Lady Masham utträngde småningom sin kusin ur drottningens gunst och förmedlade sedan 1708 de ur ministären utträngde toryledarnas hemliga förbindelser med drottningen, hade stor andel i ministerskiftet 1710 samt blev 1711 hertiginnans av Marlborough efterträdare som drottningens överhovmästarinna; hon fick sin företrädares halva ämbete och var Keeper of the Privy Purse mellan 1711 och 1714, medan Elizabeth Seymour blev Mistress of the Robes. 
Sedermera blev lady Masham oense med drottningens ledande minister, earlen av Oxford, verkade mot denne i samförstånd med Bolingbroke för en avgjord stuartsk tronföljdspolitik och bidrog väsentligt att framkalla Oxfords fall (juli 1714), några dagar före drottning Annas död (1 augusti samma år). 
Därefter drog sig lady Masham från politik och hovränker tillbaka till privatlivet. Hon stod på mycket vänskaplig fot med författaren och satirikern Jonathan Swift och lovordas av honom för rättframhet och gott omdöme.[källa behövs] Scribe har, mycket fritt, behandlat en episod i makarna Mashams historia i sin bekanta komedi Le verre d’eau ("Ett glas vatten"). I filmen The Favourite (2018) spelas Abigail Masham av den amerikanska skådespelerskan Emma Stone.